# Tranvia Milano-Carate/Giussano
La tranvia Milano–Carate/Giussano era una tranvia interurbana che collegava Milano a Carate Brianza, Giussano e Seregno. Dal 1939 fu gestita dall'ATM di Milano, che in anni recenti la identificò come linea 178.
Dopo il 1982 il suo percorso fu limitato a Desio, mentre a partire dal 1º ottobre 2011 il servizio fu soppresso e sostituito da autocorse.
Da aprile 2023, su parte del suo sedime è in costruzione la tranvia Milano-Seregno.

## Storia

### La costruzione della linea e l'esercizio a vapore
Nel 1878 furono presentati alla Deputazione provinciale di Milano due progetti relativi ad una linea tranviaria con trazione a vapore che avrebbe collegato il capoluogo ambrosiano a Giussano, passando per Desio e Seregno. Il tracciato del primo, avanzato da un'impresa costituita appositamente e denominata Società Anonima Nazionale per la Tranvia Milano-Desio-Seregno, prevedeva che la stazione capolinea fosse situata presso Porta Tenaglia e che i binari fossero posati lungo sulla strada valassina fino a Giussano. Il secondo progetto fu steso dall'ingegnere Berani e fu proposto da una società inglese, la The Tramways & General Works Company Limited (TGW). Il suo tracciato prevedeva l'impiego della carreggiata della Valassina da Giussano fino a pochi chilometri da Milano, quindi avrebbe percorso la strada delle Cascine Abbadesse per giungere all'altezza del dazio di Porta Garibaldi.
Il 28 novembre 1878, la TGW ottenne dalla provincia la concessione per la costruzione e l'esercizio della linea tranviaria, poi confermato dal RD 23 ottobre 1879, n. 20511. I lavori iniziarono molto tempo dopo, tanto che l'opinione pubblica si spinse a chiedere la revoca della concessione e la sua assegnazione ad altra compagnia. L'opera fu conclusa nel 1881 e inaugurata il 9 o il 29 settembre dello stesso anno. Contestualmente fu aperto un breve tronco diramantesi da via Farini e diretto verso la vecchia stazione centrale.
L'8 agosto 1886, la TGW aprì all'esercizio la diramazione che da Seregno giungeva a Carate Brianza e un breve raccordo tra il centro seregnese e la stazione ferroviaria locale. In tempi successivi anche la stazione ferroviaria di Desio fu raccordata alla linea tranviaria.
Il 28 ottobre 1889, la The Lombardy Road Railways Company Ltd rilevò la concessione alla TGW. L'anno seguente furono aperte dalla Lombardy due nuove tranvie, la Cusano-Monza e la sua prosecuzione Monza-Carate, le quali si diramavano dalla Milano-Giussano/Carate rispettivamente a Madonna di Cusano (Cusano Bivio) e a Carate Brianza. Utilizzando le nuove linee, la compagnia inglese avviò quindi un servizio fra Milano, Monza e Carate che rafforzò quello esistente sul tronco Milano–Cusano.
Nel 1916, a seguito degli eventi della prima guerra mondiale, l'edificio della scuola elementare Romagnosi di Carate ospitò provvisoriamente un ospedale che fu dotato di un raccordo verso la Monza-Carate in direzione del capolinea di via Francesco Cusani. In questo modo fu possibile attivare un servizio tranviario speciale tra la stazione di Seregno e il nosocomio in grado di trasportare i feriti provenienti dal fronte.

### La STEL e l'ammodernamento
Nel 1924, la Società Trazione Elettrica Lombarda (STEL) acquisì le concessioni delle linee a vapore della Lombardy ottenendo conferma governativa con il Regio decreto 16 ottobre 1924, n. 1871. L'intenzione della nuova impresa fu quello di adeguare le linee, sostituendo l'armamento, elettrificando la trazione e acquistando nuovo materiale rotabile.
Con la Legge 28 novembre 1924, n. 278, fu autorizzata l'elettrificazione della Milano-Desio. In principio la STEL fu intenzionata ad applicare l'alta tensione per le linee interurbane ex Lombardy alimentandole quindi a 1200 volt in corrente continua, tuttavia in seguito preferì adottare la bassa tensione, a 600 volt, già impiegata sulle tranvie urbane dell'ATM e sulle linee ex Edison.
Il primo tratto ad essere completato con la nuova trazione fu il Milano Maciachini-Niguarda, l'8 novembre 1925. Quello che andava dal capolinea di Milano, posto in piazzale Baiamonti, a piazzale Maciachini risultava già elettrificato a 600 V CC dato che era in comune con la tranvia Milano-Limbiate e con le tranvie urbane.
Il 10 gennaio dell'anno successivo fu completato il tronco Niguarda-Cusano, mentre il 13 agosto si giunse fino a Desio, dove fu costruito il nuovo deposito con triangolo di ribattimento e sottostazione elettrica.
I tronchi restanti a nord di Desio furono eserciti a vapore ancora per quattro anni: fu necessario attendere il completamento dei sottopassi ferroviari delle ferrovie Milano-Chiasso e Carnate-Seregno presso Seregno poiché le Ferrovie dello Stato non avevano concesso di mantenere l'attraversamento a raso della tranvia qualora essa fosse stata elettrificata. Il 15 marzo 1929 fu avviata la nuova trazione sulla Desio–Seregno, mentre sui due rami di Giussano e Carate furono impiegate automotrici termiche a benzina. A seguito di tutte queste migliorie, la linea risultava trasferita in sede riservata, su marciatram, lungo tutta la Valassina ad eccezione degli attraversamenti urbani di Niguarda, Desio e Seregno che mantennero la sede promiscua. Il tronco fra Cusano Bivio (poi Cusano raddoppio) e Calderara invece abbandonava la strada provinciale per un tracciato in sede propria a nord-ovest dell'abitato di Milanino.
Proprio a servizio di questo quartiere, la STEL, rilevata la concessione nel 1924 della sospesa tranvia Cusano-Cinisello-Monza che si diramava proprio dal raddoppio Cusano Bivio, ritenne necessario riattivare un breve tronco della stessa. Ottenuta la concessione con il Regio decreto 19 maggio 1930, n. 681, rimosse i binari in sede promiscua della vecchia tranvia e pose i nuovi a trazione elettrica 600 volt in corrente continua in sede riservata "marciatram" lungo viale Cooperazione, a nord del vecchio tracciato. La società tranviaria aprì il servizio su tale diramazione a partire dal 15 maggio 1931.
Con il Regio decreto 3 settembre 1936, n. 1794, fu approvata la convenzione che consentì alla STEL di elettrificare i tronchi Seregno-Carate e Seregno-Giussano, i quali nel frattempo erano già stati trasferiti in sede riservata, ottenendone in cambio la concessione fino al 1960. Il nuovo sistema di trazione fu avviato il 28 ottobre 1936.

### La gestione ATM
Come avvenne con altre tranvie interurbane del milanese, il 1º luglio 1939 l'Azienda Tranviaria Municipale Interurbana (ATMI), in seguito incorporata in ATM, assunse l'esercizio della linea.
Nel dopoguerra iniziò la fase delle soppressioni e dei tentativi di rilancio della linea. Nel 1952 la municipalizzata decise di unificare il capolinea con quello della linea per Limbiate, ponendolo presso i bastioni di Porta Volta. Le due linee si attestarono in una stazione fornita di un moderno fabbricato viaggiatori, progettato dall'architetto Arrigo Arrighetti.
Il 1º agosto 1958 l'ATM decise di sopprimere il tronco Seregno-Giussano, dopo che negli ultimi anni fu disimpegnata da una singola elettromotrice: la "Breda" 64. Il 16 ottobre dello stesso anno il capolinea fu arretrato in via Valtellina, a seguito della costruzione del nuovo cavalcavia sulla stazione di Milano Porta Garibaldi, la cui acclività non facilitava il superamento delle rampe da parte dei convogli a forte composizione.
Nel 1961, il servizio vicinale per Niguarda passò alla gestione delle urbane che lo soppressero pochi mesi dopo a causa della sua vicinanza con la linea filoviaria 83 per Bresso.

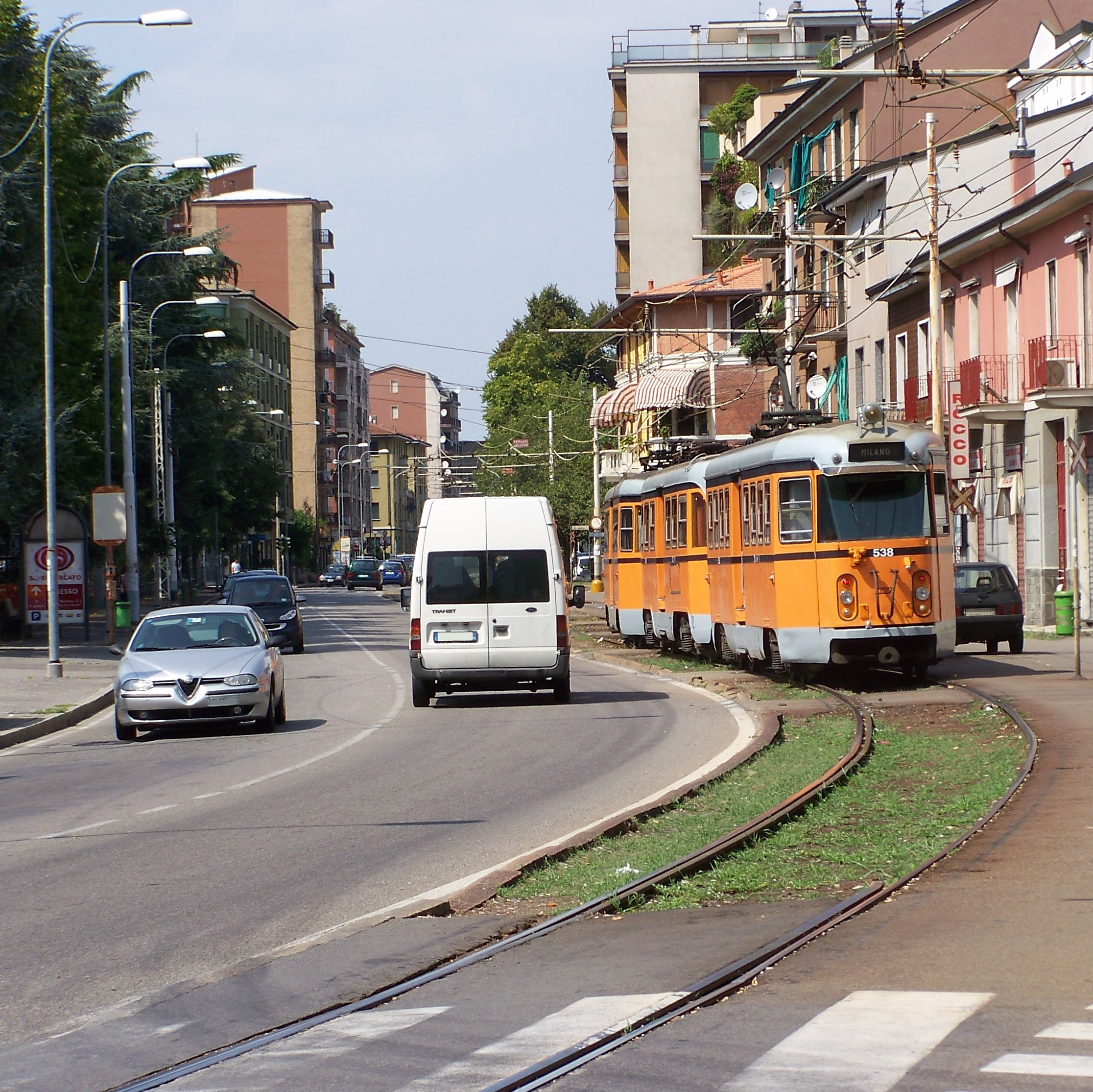
Convoglio Bloccato percorre il marciatram a Bresso.

Nel 1959, l'ATM presentò il progetto delle linee celeri della Brianza con il quale la società avrebbe voluto sostituire le due tranvie per Carate e per Limbiate con una rete di moderne metropolitane leggere sulla falsariga di quanto sarebbe avvenuto con le linee celeri dell'Adda, a quel tempo in costruzione. Il progetto non fu realizzato, tuttavia tra il 1978 e la prima metà degli ottanta alcuni convogli bloccati serie 500 e serie 800, che erano stati concepiti per le linee celeri dell'Adda, furono spostati sulle tranvie brianzole a seguito della decisione di sopprimere le linee tranviarie Gorgonzola-Vaprio e Milano-Vimercate.
Nel febbraio 1978, l'ATM decise di sopprimere il servizio tranviario sul tronco tra il deposito di Desio e Carate Brianza e sostituirlo con autocorse. Le proteste degli abitanti serviti dalla linea furono sufficienti a far rientrare la decisione, che fu tuttavia ripresa dall'azienda tranviaria quattro anni dopo: a partire dal 25 aprile 1982 il capolinea settentrionale fu attestato definitivamente presso il deposito tranviario di Desio.
Nel 1997, fu soppresso l'esercizio dopo le ore 21.
Il 18 aprile 1999 si soppresse il servizio vicinale Milano-Milanino che comportò la chiusura all'esercizio della diramazione tra Cusano e il suo quartiere.
Sul finire degli anni novanta, i lavori per la costruzione della linea M3 e della Metrotranvia Nord comportarono nuovi arretramenti del capolinea milanese rispetto al centro storico. Il 19 aprile 1999, esso fu spostato da via Valtellina a Niguarda, in via Ornato all'altezza di via Palanzone. A partire dall'11 settembre dell'anno successivo, il terminale fu attestato nel comune di Bresso, presso la fermata di Niguarda Dazio. Il 21 novembre 2003 il capolinea fu riattestato nel comune di Milano, presso il Parco Nord, mentre a partire dalla stessa data il percorso urbano della linea è servito dalle tranvie urbane.
A partire dal 28 giugno 2009, il servizio tranviario festivo fu soppresso e sostituito da corse automobilistiche sostitutive. Analogamente, dal 16 ottobre dell'anno seguente, il servizio diurno venne integrato da uno automobilistico fra il capolinea di Parco Nord e Desio che, a partire dal 30 settembre 2011, lo sostituì completamente in attesa che iniziassero i lavori di costruzione della nuova tranvia fino a Seregno.
Nel 2018, ATM indisse una gara d'appalto per la dismissione e conseguente demolizione del materiale rotabile ancora conservato nel deposito di Desio. Un gruppo di appassionati lanciò una petizione online per salvaguardare gli esemplari più significativi, raccogliendo oltre 40 000 firme, incluso l'appoggio di Regione Lombardia e dell'ordine degli ingegneri della Brianza. Nel corso del mese di giugno 2019, si ottenne un riconoscimento da parte del Ministero per i beni culturali che mise sotto tutela sia le carrozze con oltre settant'anni d'età sia l'intera struttura, considerata di interesse storico. Nel 2020, fu promossa una raccolta firme per sostenere la candidatura del sito come "luogo del cuore", nell'ambito delle iniziative annuali del FAI - Fondo per l'Ambiente italiano.
Il 26 febbraio 2022, alcuni mezzi ricoverati all'aperto nel deposito furono coinvolti in un incendio. ATM decise di mettere in sicurezza l'area, in forte stato di abbandono; dopo l'autorizzazione del Ministero per i beni culturali, avviò il trasferimento delle vetture ritenute più significative presso il deposito tranviario di Precotto; i primi esemplari furono prelevati e trasportati con autocarri speciali il 25 e 26 luglio 2022.

## Caratteristiche

Un convoglio per Giussano a Niguarda.

In origine il tracciato correva in sede promiscua lungo la provinciale Valassina per una lunghezza di 23,276 km o 24,816 km fra il capolinea milanese di via Farini e Giussano.
La STEL spostò il tracciato su marciatram. L'armamento originario impiegava quattro tipi di Vignoles, che si differenziavano tra loro dal peso per metro lineare (27,7 kg/m, 28,3 kg/m, 28,42 kg/m e 30 kg/m), e le Phoenix da 48 kg/m le quali poggiavano su traverse da 48,75 kg/m.
La lunghezza della linea è scesa progressivamente. Nel 1952 con l'attestamento presso Porta Volta, il tronco tra Milano e Seregno era lungo 19,341 km e scese a 18,001 nel 1958 dopo lo spostamento del capolinea in via Valtellina. La diramazione Seregno–Giussano era lunga 5,055 km, quella tra Seregno e Carate Brianza aveva una lunghezza di 2,975 km, mentre l'asta Cusano–Milanino era lunga 545 m.
Elettrificata a 600 volt in corrente continua, la tranvia era alimentata da tre sottostazioni: quella della Fontana, in piazzale Maciachini, quella del deposito di Desio, e da quella di Albiate. Quest'ultima fu costruita principalmente per la linea per Monza, ma era in grado di servire anche il tracciato Seregno–Carate. La linea di contatto aveva una sezione di 100 mm2, ad eccezione dei tratti Maciachini–Niguarda e Cusano–Milanino per i quali era di 200 mm2. La sua sospensione era di tipo trasversale nei due tronchi appena citati e nei tratti d'attraversamento dei centri abitati; per il restante tracciato essa avveniva con catenaria la cui fune portante aveva una sezione di 175 mm2 che si riduceva a 60 mm2 per le diramazioni Seregno–Giussano e Seregno–Carate. I sostegni erano a traliccio metallico con mensola orizzontale. La catenaria originaria STEL fu sostituita dall'ATM a metà degli anni 1980.

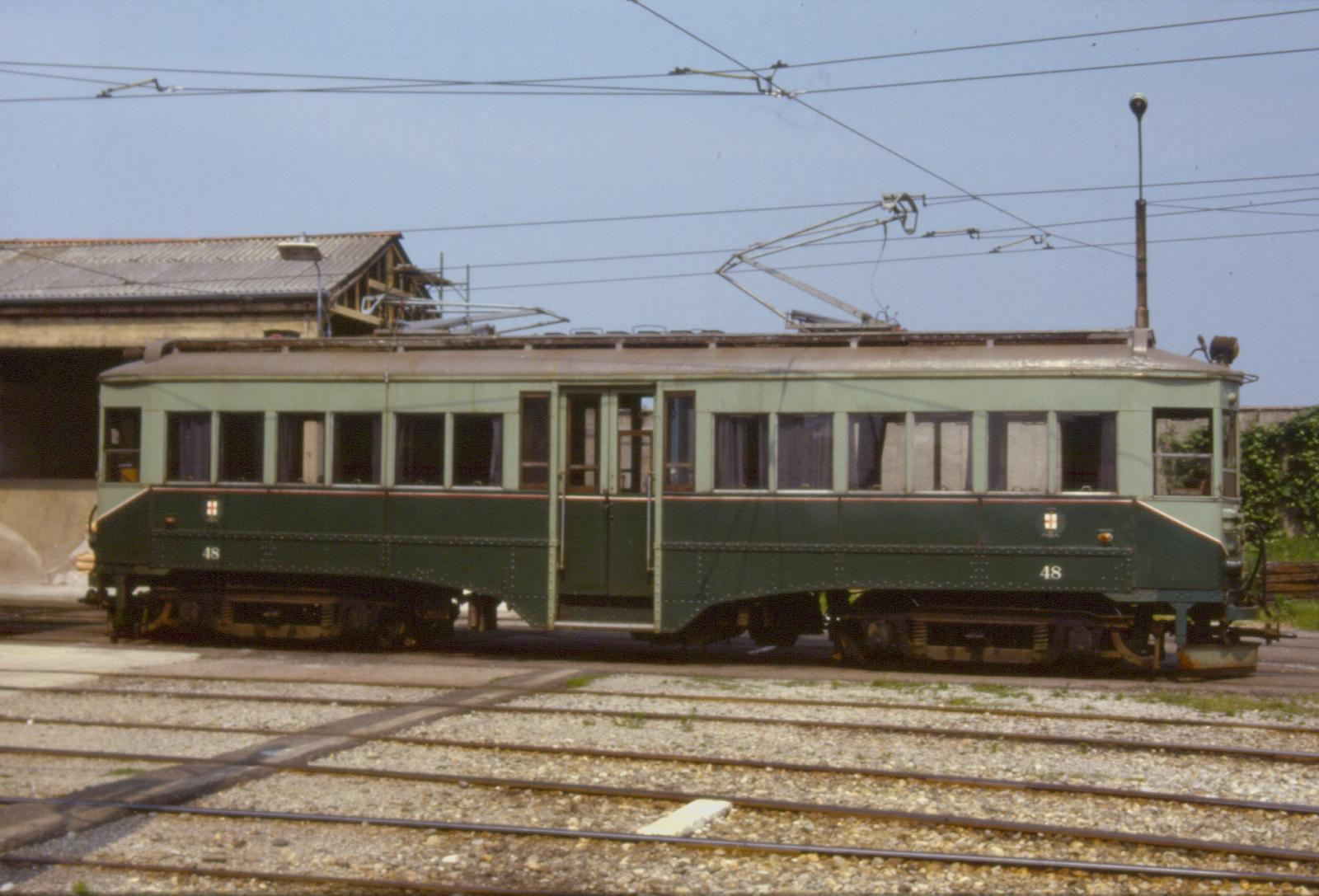
La motrice interurbana "Desio 48" presso la rimessa della cittadina omonima, nel 1985.

La linea tranviaria era interamente a binario semplice, ad eccezione di alcuni tratti del tracciato urbano milanese, dismesso nel 1999. Lo scartamento adottato era quello tranviario da 1445 mm. La trazione era elettrica a 600 volt in corrente continua.
Il tracciato Milano Parco Nord–Desio, in esercizio dal 2003 al 2011, era lungo 11,710 km. La maggior parte della sede era su marciatram: un tipo particolare di sezione stradale riservata ai mezzi tranviari e che è spesso separata dalla strada vera e propria da un cordolo. Fra Paderno Dugnano e Cusano, il percorso tranviario era su sede propria, mentre nel centro di Desio era su sede promiscua.
Nei tratti su sede promiscua, lungo gli attraversamenti stradali e sui passi carrabili erano impiegate rotaie di tipo Phoenix, mentre sulla restante parte del tracciato erano di tipo Vignoles da 36 kg/m.
La struttura, come tutte le tranvie, era priva di impianti di segnalamento e di protezione, fatto salvo gli impianti semaforici previsti dal Codice della strada. La marcia era a vista e la circolazione è regolata dall'orario di servizio. Un Dirigente Unico, avente sede presso la sala operativa dell'ATM, interveniva nei casi di imprevisto, comunicando coi depositi e con il personale di servizio tramite telefono. Inizialmente i posti telefonici, con relativa garitta di protezione, erano posizionati nei pressi dei raddoppi e di alcuni punti particolari; nel corso degli anni 2000 fu introdotto l'uso del cellulare.
Sui convogli era obbligatoria la presenza di un secondo agente, avente la funzione di capotreno, che era responsabile di dare l'ordine di "via libera" dopo ogni fermata. Queste si distinguevano in due tipologie: obbligatorie e facoltative. Le prime si trovavano nei pressi dei raddoppi di binario, mentre le seconde erano ubicate in piena linea. Per il servizio l'ATM utilizzava le composizioni bloccate serie 500 e 800.

### Percorso

#### Linea originaria (1881-1926)
| Unknown route-map component "uexKBHFa" |

| Unknown route-map component "uexBHF" |

| Unknown route-map component "uexSTR+l" | Unknown route-map component "uexABZgr+r" |  |

| Unknown route-map component "uexKBHFe" | Unused straight waterway |  |

| Unknown route-map component "CONTgq" | Unused waterway under railway bridge | Unknown route-map component "CONTfq" |

| Unknown route-map component "uexBHF" |

|  | Unknown route-map component "uexABZgl" | Unknown route-map component "uexCONTfq" |

| Unknown route-map component "uexBHF" |

| Unknown route-map component "uexBHF" |

| Unknown route-map component "uexBHF" |

| Unknown route-map component "uexBHF" |

| Unknown route-map component "uexCONTgq" | Unknown route-map component "uexABZgr" |  |

| Unknown route-map component "uexBHF" |

| Unknown route-map component "uexBHF" |

| Unknown route-map component "uexBHF" |

| Unknown route-map component "uexBHF" |

| Unknown route-map component "uexBHF" |

| Unknown route-map component "uexBHF" |

|  | Unknown route-map component "CONTgq" | Unknown route-map component "uxmKRZ" | Unknown route-map component "LSTRq" + Unknown route-map component "LKRW+l" | Unknown route-map component "LCONTfq" |

| Unknown route-map component "CONTgq" | Unknown route-map component "uxmKRZ" | Unknown route-map component "LKRWr" |

| Unknown route-map component "uexBHF" |

| Unknown route-map component "uexBHF" |

| Unknown route-map component "uexKRW+l" | Unknown route-map component "uexKRWgr" |  |

| Unused straight waterway | Unknown route-map component "uexBHF" |  |

| Unused straight waterway | Unknown route-map component "uexKBHFe" |  |

| Unknown route-map component "uexHST" |

| Unknown route-map component "uexBHF" |

| Unused urban continuation forward |

Il primo capolinea si trovava presso Porta Volta sulla linea di circonvallazione di Milano; da qui la tranvia si immetteva lungo via Farini e la strada comasina in direzione dell'attuale piazza Giuseppe Pasolini ove si trovava il Dazio. Da questo punto abbandonava la Comasina per proseguire su sede promiscua lungo la Valassina. Si dirigeva quindi a Niguarda, lambendo in seguito Bresso e attraversando gli abitati di Cusano, Nova e Desio.
Prima di entrare a Seregno la linea attraversava a raso le ferrovie Milano-Chiasso e Seregno-Bergamo, quindi percorreva le strade del centro fino a giungere all'inizio di via Briantina, dove era posta Seregno Bivio.
Da questa località si diramavano le due linee per Giussano e Carate Brianza. La prima proseguiva lungo la Valassina, servendo anche Paina, mentre la seconda percorreva la briantina terminando presso via Francesco Cusani.
Nel 1890, furono aperte le tranvie Monza-Carate e Cusano-Cinisello-Monza. La seconda si diramava a Cusano da una località istituita appositamente (Cusano Bivio), mentre la prima si attestava al capolinea caratese di via Cusani.
Prima del 1915, il capolinea fu spostato da Porta Volta all'ingresso di via Farini presso Piazzale Baiamonti.

#### Dopo il 1926
| Unknown route-map component "uexKBHFa" |

| Unused straight waterway | Unused urban continuation backward |  |

| Unused straight waterway | Unknown route-map component "uexBHF" |  |

| Unused straight waterway | Unknown route-map component "uexBHF" |  |

| Unknown route-map component "uexKRWl" | Unknown route-map component "uexKRWg+r" |  |

| Unknown route-map component "b" | Unknown route-map component "uexSTR+l-STRl" + Unused straight waterway | Unknown route-map component "uexSPLeq" | Unknown route-map component "uexdHSTq" | Unknown route-map component "uexdSTR+r" |

| Unknown route-map component "b" | Unused straight waterway | Unknown route-map component "+d" | Unknown route-map component "uexdBHF" + Unknown route-map component "dNULg" |

| Unknown route-map component "b" | Unknown route-map component "uexABZg+l" | Unknown route-map component "uexSTRfq" | Unknown route-map component "uexdSTRq" | Unknown route-map component "uexdSTRr" |

| Unknown route-map component "uexBHF" |

|  | Unknown route-map component "uexABZgl" | Unknown route-map component "uexCONTfq" |

| Unknown route-map component "uexBHF" |

| Unknown route-map component "uexBHF" |

| Unknown route-map component "uexBHF" |

| Unknown route-map component "CONTgq" | Unused waterway under railway bridge | Unknown route-map component "CONTfq" |

| Unknown route-map component "uexBHF" |

| Unknown route-map component "uexBHF" |

| Unknown route-map component "uexBHF" |

| Unknown route-map component "uexBHF" |

| Unknown route-map component "uexHST" |

| Unknown route-map component "uexBHF" |

| Unknown route-map component "uexHST" |

| Unknown route-map component "uexHST" |

| Unknown route-map component "uexBHF" |

| Unknown route-map component "uexHST" |

| Unknown route-map component "uexHST" |

| Unknown route-map component "uexSKRZ-Mu" |

| Unknown route-map component "uexHST" |

| Unknown route-map component "uexBHF" |

| Unknown route-map component "uexKRW+l" | Unknown route-map component "uexKRWgr" |  |

| Unknown route-map component "uexHST" | Unused straight waterway |  |

| Unknown route-map component "uexKBHFe" | Unused straight waterway |  |

| Unknown route-map component "uexHST" |

| Unknown route-map component "uexHST" |

| Unknown route-map component "uexSKRZ-Mo" |

| Unknown route-map component "uexBHF" |

| Unknown route-map component "uexHST" |

| Unknown route-map component "uexHST" |

| Unknown route-map component "uexhKRZWae" |

| Unknown route-map component "uexBHF" |

| Unknown route-map component "uexHST" |

| Unknown route-map component "uexBHF" |

| Unknown route-map component "uexHST" |

| Unknown route-map component "uexBHF" |

| Unknown route-map component "uexHST" |

| Unknown route-map component "uexKDSTaq" | Unknown route-map component "uexABZgr+r" |  |

| Unknown route-map component "uexBHF" |

| Unknown route-map component "uexHST" |

| Unknown route-map component "uexHST" |

| Unknown route-map component "uexcCONTgq" | Unknown route-map component "cd" + Unknown route-map component "uexSTR+r" | Unused straight waterway |  |

| Unknown route-map component "d" | Unknown route-map component "cCONTgq" | Unknown route-map component "cd" + Unused waterway under railway bridge | Unused waterway under railway bridge | Unknown route-map component "LSTRq" + Unknown route-map component "LKRW+l" | Unknown route-map component "dCONTfq" |

| Unknown route-map component "cCONTgq" | Unknown route-map component "cd" + Unused waterway under railway bridge | Unused waterway under railway bridge | Unknown route-map component "LKRWr" |

| Unknown route-map component "c" | Unknown route-map component "cd" + Unknown route-map component "uexSTRl" | Unknown route-map component "c" + Unused straight waterway | Unknown route-map component "uexcdSTRq" | Unknown route-map component "uexCONTfq" |

| Unknown route-map component "uexBHF" |

| Unknown route-map component "uexBHF" |

| Unknown route-map component "uexKRW+l" | Unknown route-map component "uexKRWgr" |  |

| Unknown route-map component "uexHST" | Unused straight waterway |  |

| Unknown route-map component "uexBHF" | Unused straight waterway |  |

| Unknown route-map component "uexCONTr+g" | Unused straight waterway |  |

| Unknown route-map component "uexHST" |

| Unknown route-map component "uexKBHFe" |

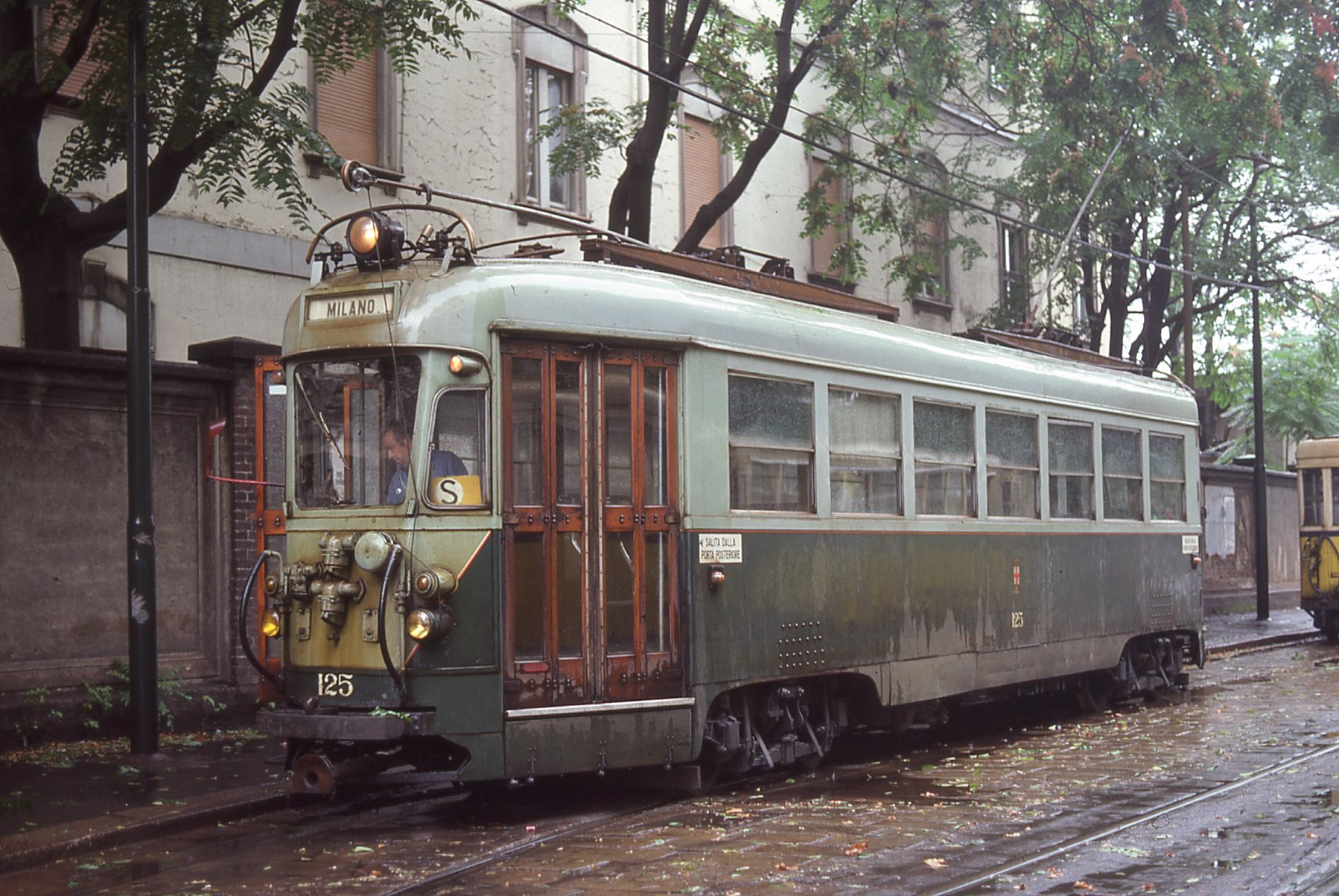
Un'elettromotrice OMS al capolinea di via Valtellina, nel 1977.

La linea fu ricostruita dalla STEL trasferendola ove possibile su sede riservata in modo da migliorare la sicurezza e quindi la velocità commerciale dei convogli tranviari.
Il capolinea fu mantenuto presso piazzale Baiamonti fino al 1952, quando l'ATM decise di unificarlo con quello della tranvia per Limbiate e lo spostò nei pressi di Porta Tenaglia, in piazza Lega Lombarda. Il periodo di attività del terminale, il quale era dotato di tre binari e di un fabbricato viaggiatori, fu breve e già nel 1958 lo stesso venne spostato in via Valtellina.
Nel dopoguerra, e fino al 1961, era attivo un servizio vicinale per Niguarda il cui capolinea nei pressi del centro milanese era posto nell'attuale via Arco, dove era presente un anello tranviario, mentre quello del quartiere milanese era posto su altro anello ubicato nei pressi del raddoppio di via Palanzone.
Dal piazzale Baiamonti la linea percorreva via Farini per giungere in piazzale Giuseppe Pasolini, dove terminava il tracciato in comune con la tranvia per Limbiate, la quale proseguiva lungo la provinciale comasina. Da piazzale Maciachini la linea proseguiva in via Valassina con un percorso a doppio binario e a sede riservata fino a piazzale Nizza, dove iniziava un tracciato a binario semplice protetto da semaforo, che permetteva di sottopassare la linea di cintura. Prima di passare di fronte all'Ospedale Maggiore, poco dopo l'incrocio con via Ausonio Zubiani, la linea tornava a doppio binario. All'incrocio con via Hermada la tranvia abbandonava la sede riservata per percorrere via Luigi Ornato.
Nel centro storico di Niguarda, dall'incrocio di via Luigi Ornato con via Giovanni Terruggia fino a quello con via Vincenzo da Filicaia, i binari erano compenetrati e la circolazione per entrambi i sensi di marcia fu regolata da un impianto semaforico. Di questo percorso particolare, la sede tranviaria era promiscua dall'incrocio di via Terruggia fino a quello con via Riccardo Bauer, per poi spostarsi a destra di via Ornato su sede riservata.
Dall'incrocio con via Vincenzo Filicaia, nei pressi del quale era posizionata la località di Niguarda scambio, fino all'altezza di via Giuseppe Pozzobonelli, poco oltre il centro di Niguarda, il percorso tranviario era a doppio binario, sempre su sede riservata. Da quel punto la linea rimaneva a binario semplice fino ai capilinea settentrionali di Giussano e Carate Brianza, chiusi rispettivamente nel 1958 e nel 1982.
Con la costruzione della cosiddetta Metrotranvia Nord, il capolinea di via Valtellina fu soppresso nel 1999 e trasferito provvisoriamente nei pressi dell'incrocio fra via Luigi Ornato e via Palanzone, nel tratto a binari compenetrati. Dal 2003 fino al 2011, il capolinea fu posto a Milano Parco Nord in un raddoppio posto nei pressi dell'anello tranviario costruito appositamente per la metrotranvia.
Dopo aver attraversato l'incrocio tra via Luigi Ornato e via Regno Italico, la tranvia entrava nel territorio comunale di Bresso su un percorso in sede riservata e a binario semplice a fianco della provinciale Valassina. La linea attraversava in successione il centro abitato bressese e quello di Cusano Milanino. Fino al 1999, nei pressi del raddoppio di Cusano si diramava l'asta diretta al centro del quartiere di Milanino, dove era situato l'omonimo raddoppio presso il quale terminava un servizio vicinale per Milano.
Poco dopo il raddoppio di Cusano, la linea abbandonava la sede riservata a fianco della provinciale per immettersi su un percorso in sede propria che passava ad occidente del quartiere di Milanino e dell'omonimo cascinale. Dopo essere entrata nel territorio comunale di Paderno Dugnano, poco dopo la fermata di Paderno Azalee, la tranvia ritornava ad affiancare la provinciale valassina in sede riservata.
Passato il quartiere Calderara di Paderno, a sua volta servito da un raddoppio, il tracciato attraversava il centro abitato di Nova Milanese per giungere a Desio. All'incrocio tra via Giuseppe Garibaldi e via Milano era posto il raddoppio di Desio Spaccone, istituito nel 1977-78 in sostituzione del raddoppio di Desio Foppa ubicato nel centro storico del comune milanese. Dopo quest'ultima località, la linea entrava nel centro abitato desiano, percorrendo via Garibaldi e abbandonando quindi la provinciale valassina. All'incrocio con via Alessandro Manzoni iniziava il percorso in sede promiscua che terminava all'altezza dell'incrocio tra corso Italia e via Antonio Gramsci. Presso il raddoppio di Desio Deposito, che si trovava all'ingresso del deposito rotabili interurbano, si concludeva la linea in esercizio fino al 2011.
Fino al 1982, la linea proseguiva in sede riservata lungo via Milano, riprendendo l'affiancamento con la provinciale valassina. All'ingresso in Seregno, il tracciato veniva affiancato da quello della tranvia STEB Monza–Cantù e sottopassava le linee ferroviarie statale Milano–Chiasso e Seregno–Bergamo. La tranvia veniva quindi attraversata a raso da quella per Cantù, quando questa imboccava via Stefano da Seregno; in seguito entrava nel centro seregnese percorrendo corso Giacomo Matteotti.
All'altezza degli incroci tra questa strada con via Raffaello Sanzio e via Michelangelo Buonarroti era posizionato il raddoppio di Seregno Centro, mentre quello di Seregno bivio si trovava all'inizio di via Briantina. Da questa località si diramava il tronco per Giussano, il quale proseguiva in affiancamento alla valassina attraversando il centro di Paina. Il tronco per Carate Brianza affiancava invece la strada briantina, sempre in sede riservata, per giungere al raddoppio di Carate capolinea, il quale era in comune con il terminale della Monza–Carate. A metà strada del tronco e a partire dagli anni sessanta, la tranvia attraversava a raso la Strada statale 36 del Lago di Como e dello Spluga. Questo incrocio era protetto da semafori e da croci di sant’Andrea con relativi segnali acustici; nonostante la presenza di questi sistemi di protezione ci furono incidenti, come la distruzione della vettura tipo “Abbiategrasso” n.57 a causa di uno scontro con un autotreno l'11 aprile 1963.